# Парохије Сент Винсента и Гренадина
Свети Винсент и Гренадини  су подељени на шест парохија:
| Парохија       | Површина (km²) | Популација (2000) | Главни град   |
| -------------- | -------------- | ----------------- | ------------- |
| Шарлот         | 149            | 38.000            | Џорџтаун      |
| Гренадини      | 43             | 9.200             | Порт Елизабет |
| Свети Андрија  | 29             | 6.700             | Лајоу         |
| Свети Давид    | 80             | 6.700             | Шатоблер      |
| Свети Георгије | 52             | 51.400            | Кингстаун     |
| Свети Патрик   | 37             | 5.800             | Бауралије     |

Све парохије, изузев Гренадина, су на острву Свети Винсент.